# ابن بادیس (شهرداری)
ابن بادیس (شهرداری) (به عربی: ابن بادیس) یک شهرداری در الجزایر است که در استان قسنطینه واقع شده‌است. ابن بادیس ۱۳٬۸۶۹ نفر جمعیت دارد.